# John Allen Nelson
John Allen Nelson (San Antonio (Texas), 28 augustus 1959) is een Amerikaans acteur, filmproducent en scenarioschrijver. 

## Biografie
Nelson werd geboren in San Antonio (Texas) en woonde de eerste drie jaar met zijn familie in Duitsland, waar zijn vader als dokter werkte op een basis van de United States Air Force.
Nelson begon in 1983 met acteren in de televisieserie The Edge of Night, waarna hij nog meerdere rollen speelde in televisieseries en films. Hij is vooral bekend van zijn rol als Warren Lockridge in de televisieserie Santa Barbara, waar hij in 179 afleveringen speelde (1984-1986). 
Nelson was van 1988 tot en met 2005 getrouwd en heeft hieruit  twee kinderen, deze kinderen wonen nu bij hun moeder in Zweden. In 2007 is hij getrouwd met actrice Justine Eyre met wie hij een kind heeft. 

## Filmografie

### Films
Uitgezonderd korte films.
- 2011 Partners - als Donald Weeks
- 2009 Feast III: The Happy Finish - als Shitkicker
- 2009 Inside the Box - als speciaal agent Tompkins
- 2003 Baywatch: Hawaiian Wedding - als Cort
- 1998 Shelter - als Martin Roberts
- 1996 Follow Me Home - als Perry
- 1994 Criminal Passion - als Connor Ashcroft
- 1994 XXX's & OOO's - als Andy St. James
- 1990 Rich Men, Single Women - als Travis
- 1989 Perry Mason: The Case of the Lethal Lesson - als Frank Wellman jr.
- 1988 Killer Klowns from Outer Space - als Dave Hanson
- 1988 Saigon Commandos - als Timothy Bryant
- 1988 Deathstalker and the Warriors from Hell - als Deathstalker
- 1987 Hunk - als Hunk Golden

### Televisieseries
Uitgezonderd eenmalige gastrollen.
- 2016-2017 Crazy Ex-Girlfriend - als Silas Bunch - 3 afl.
- 2014-2015 Red Band Society - als Jon Chota - 4 afl.
- 2014 Crisis - als president Devore - 5 afl.
- 2008-2009 Privileged - als Arthur Smith - 4 afl.
- 2006 Vanished - als senator Jeffrey Collins - 13 afl.
- 2005-2006 24 - als Walt Cummings - 11 afl.
- 2000-2002 Sheena - als Matt Cutter - 35 afl.
- 1990-1995 Baywatch - als John D. Cort - 14 afl.
- 1984-1986 Santa Barbara - als Warren Lockridge - 181 afl.
- 1984 Loving - als Duke Rochelle - ? afl.
- 1983-1984 The Edge of Night - als Jack Boyd - 26 afl.

### Filmproducent
- 1998 Shelter - film
- 1994 Criminal Passion - film

### Scenarioschrijver
- 1998 Shelter - film
- 1995 Baywatch - televisieserie - 1 afl.
- 1994 Criminal Passion - film
- 1993 American Yakuza - film
- 1993 Best of the Best II - film
- 1992 Sunset Heat - film

- Bibliothèque nationale de France: cb14124389p (data)
- Gemeinsame Normdatei: 140825444
- International Standard Name Identifier: 0000 0001 1439 8329
- Library of Congress Control Number: no2008184990
- Nederlandse Thesaurus van Auteursnamen: 37484920X
- Virtual International Authority File: 222123194
- WorldCat: E39PBJvXhqxRPcKR3dtC7KcwYP